# Râul Izvoru, Baleia
Râul Izvoru este un curs de apă din județul Hunedoara, România, afluent de stânga al râului Baleia, la rândul său subafluent al Jiului de Vest.

## Traseu
Râul Izvoru își are izvorul în partea vestică a Munților Vâlcan, la altitudini de peste 1000 m, într-o zonă împădurită și slab populată, aflată în apropiere de granița cu Munții Retezat. Coboară în direcție estică și se varsă în râul Baleia în apropierea localității Valea de Brazi, parte a comunei Bănița.

## Caracteristici hidrologice
Râul are un curs scurt, de ordin local, specific regiunilor montane. Este alimentat preponderent de apele pluviale și de topirea zăpezilor, cu debit variabil, mai ridicat primăvara. Are un regim torențial, ceea ce îl face relevant pentru micro-hidrografia bazinului Jiului de Vest.

## Importanță ecologică
Izvoru traversează zone naturale cu biodiversitate ridicată, fiind inclus parțial în arealele limitrofe ale siturilor Natura 2000 „Grădiștea Muncelului–Cioclovina” și „Retezat”. Flora de-a lungul cursului său include păduri de fag și conifere, iar fauna include mamifere mari (urs, cerb) și specii acvatice protejate.

## Turism și accesibilitate
Zona prin care curge râul Izvoru este frecventată de turiști pasionați de drumeții montane și natură. Este accesibilă dinspre localitățile Valea de Brazi, Crivadia și Bănița, pe trasee nemarcate sau forestiere. În apropiere se află obiective turistice notabile, precum Peștera Bolii și ruinele cetății dacice Bănița.

## Hărți
- Harta Munții Vâlcan Arhivat în 15 iunie 2011, la Wayback Machine.
- Harta Munții Retezat Arhivat în 10 iulie 2012, la Wayback Machine.
- Harta județului Hunedoara